# واق

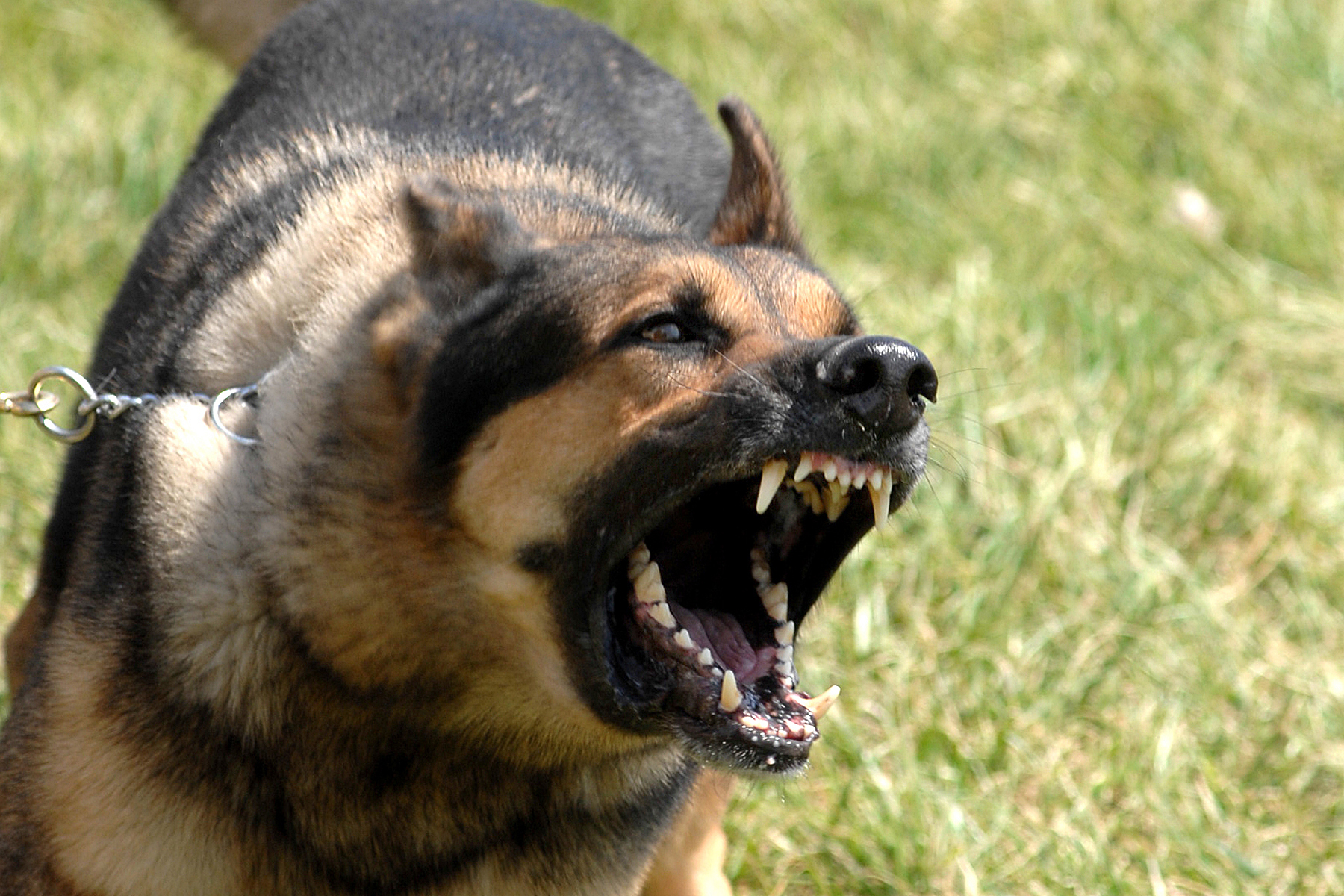
یک ژرمن شپرد می‌واقد

یک واق (به انگلیسی: Bark) صدایی است که بیشتر توسط سگ‌ها تولید می‌شود. دیگر جانوران که این نوفه را می‌سازند، دربرگیرنده گرگ‌ها، کایوت‌ها، فُک‌ها و کوئول‌ها اند. ووف هم در زبان انگلیسی برای این صدا، به‌ویژه برای سگ‌های بزرگ است. «واق‌واق کردن» نیز یک فعل است که صدای تیزِ جانورانی مشخص را نشان می‌دهد.

## در سگ‌ها
شناسایی واق سگ از واق گرگ بهتر است. واق گرگ تنها ۲٫۴٪ از همهٔ آوازیدن وی را نمایندگی می‌کند و به عنوان رخدادی کمیاب است.